# 埃塞俄比亞駐香港名譽領事館
埃塞俄比亞聯邦民主共和國駐香港名譽領事館是埃塞俄比亞聯邦民主共和國派駐香港的外交代表機構。
總領事館的辦公室位於香港九龍紅磡民樂街21號富高工業中心B座3樓24室。

## 外部連結
- 埃塞俄比亞駐香港名譽領事館